# Шкуренёв, Илья Юрьевич
Илья Юрьевич Шкуренёв (род. 11 января, 1991 года, Линёво, Волгоградская область) — российский легкоатлет, бронзовый призёр чемпионатов Европы 2012 и 2014, чемпион Европы в помещении 2015 года, серебряный призёр чемпионата мира среди юниоров 2010 в десятиборье.
На чемпионатах мира дважды занимал 4-е место (2015 и 2019).

## Биография
Первым тренером Ильи был Сергей Васильевич Маклаков. Затем Шкуренёв тренировался под руководством Михаила Зацеляпина (прыжки и бег) и Николая Каратаева (метания).
В 2012 году Илья был удостоен звания «Мастер спорта России международного класса».

## Результаты выступлений
| Год  | Соревнование                 | Город     | Дисциплина  | Место | Очки |
| ---- | ---------------------------- | --------- | ----------- | ----- | ---- |
| 2010 | Юниорский чемпионат мира     | Монктон   | десятиборье | 2-е   | 7830 |
| 2011 | Молодёжный чемпионат Европы  | Острава   | десятиборье | 5-е   | 7894 |
| 2012 | Чемпионат мира в помещении   | Стамбул   | семиборье   | 4-е   | 5898 |
| 2012 | Чемпионат Европы             | Хельсинки | десятиборье | 3-е   | 8219 |
| 2014 | Чемпионат Европы             | Цюрих     | десятиборье | 3-е   | 8498 |
| 2015 | Чемпионат Европы в помещении | Прага     | семиборье   | 1-е   | 6353 |
| 2015 | Чемпионат мира               | Пекин     | десятиборье | 4-е   | 8538 |